# المتحف الوطني السلوفاكي
المتحف الوطني السلوفاكي هو أهم مؤسسة تهتم بالبحث العلمي والتعليم الثقافي في مجال النشاط البشري في سلوفاكيا. بداياته ترتبط بالكفاح الوطني في سبيل تحرير الامة السلوفاكية وبناء الثقة بالتاريخ الوطني للبلاد.
يقع مقره الرئيسي في براتيسلافا، لكنه يدير 18 متحفا متخصصا معظهما يقع خارج المدينة. ومنها المتحف الوطني السلوفاكي في مارتن.